# Whistle!
Whistle! (яп. ホイッスル! хойссуру!, «Свисток!») — наиболее известная манга художницы Дайсукэ Хигути (яп. 樋口大輔) и одноимённое аниме из 39 серий, которое транслировалось по телесети Animax. Whistle! посвящена футболу и нарисована в честь чемпионатов мира по футболу 1998 и 2002 годов.. Она публиковалась в японском еженедельном журнале Shonen Jump издательства Shueisha, позднее была лицензирована в США компанией Viz Media. В создании аниме Дайсукэ Хигути принимала непосредственное участие (как продюсер).

## Сюжет
Главным героем является восьмиклассник Сё Кадзацури, перешедший в новую школу из школы Мусасиномори. Он надеется добиться успеха в местной футбольной команде, так как низкий рост не позволил ему завоевать популярность в прошлой школе. Однако тренер, Юко Катори, ошибочно представляет его команде как суперзвезду Мусасиномори. Новая команда приходит в восторг, но вскоре выясняется, что Сё, которому редко позволяли проявить себя на поле, очень плохо играет в футбол.

## Роли озвучивали
- Минако Комукай — Сё Кадзамацури
- Хироки Такахаси — Ко Кадзамацури
- Кохэй Киясу — Даити Фува
- Тайтэн Кусуноки — Содзё Мацусита
- Хидэоми Ханадзава — Сатоси
- Мики Харамото — Юко Катори
- Сидзука Хасэгава — Миюки Сакурай
- Тиэко Хигути — Цубаса Сина
- Мика Исибаси — Санта Ямагути
- Дайсукэ Исикава — Масаки Курогава
- Масааки Исикава — Сэйя Амано
- Катаси Исидзука — Наоки Иноэ
- Такаюки Кондо — Сэйдзи Фудзисиро
- Такэси Маэда — Тацуя Мидзуно
- Сатиэ Маруяма — Такэми Касай
- Ёсиаки Мацумото — Сигэру Мамия
- Ёсикадзу Нагано — Рокусукэ Хата
- Хиротака Нагасэ — Масато Такай
- Рё Найто — Кацуро Сибусава
- Норико Намики — Таки Сугихара
- Масами Судзуки — Юки Кодзима